# ベリー (フランス)

ベリーの旗

ベリー州

ベリー (Berry) は、フランスの地方名。以下の地域を含む。
- サントル＝ヴァル・ド・ロワール地域圏
  - シェール県
  - アンドル県
  - ロワレ県の一部
  - アンドル＝エ＝ロワール県の一部
- ヌーヴェル＝アキテーヌ地域圏
  - クルーズ県の一部

ベリー住民のことは、ベリション（Berrichons）という。これは、古代ローマ時代の古称ビトゥリゲス＝クビ（Bituriges-Cubi）に由来する。
歴史的には、フランス革命以前のフランスの州の一つであり、ブールジュを州都とした。

## 歴史
カロリング朝期には独立した伯爵領であった。11世紀末にはフランス王家が占領をしていたが、完全にフランスに帰属したのはその2世紀も後のことである。
ベリーは1360年に公爵領へ昇格した。善王ジャン2世が、子であるベリー公ジャン1世（ジャン・ド・ベリー、1340年 - 1416年）に親王采地として委ねたためである（なお、このジャン1世は『ベリー公のいとも豪華なる時祷書』の作成を命じた人物として知られる）。この公爵領は1434年にフランス王領に再び戻った。公爵家の直系が絶えた際に、それを見越していた当時の当主が、領地を没収されることなく自分の（公爵家の血を引かない）子どもに所領を継がせようと一計を案じたためである。
ベリー公の称号は以降、フランス王家の王子・王女らが受け継いだが、中でも有名なのは、シャルル10世の次男で1820年に暗殺されたシャルル・フェルディナン・ダルトワである。